# 阿莉萨·叶菲莫娃
阿莉萨·鲍里索芙娜·叶菲莫娃（俄语：Алиса Борисовна Ефимова，1999年6月8日—），俄罗斯、德国、美国女子花样滑冰运动员，2019年冬季世界大学生运动会双人滑金牌得主、2022年内伯尔杯双人滑银牌得主、2022年芬兰杯双人滑银牌得主、2022年埃斯波大奖赛双人滑银牌得主。